# Chenay (Sarthe)
Chenay é uma comuna francesa na região administrativa do País do Loire, no departamento de Sarthe. Estende-se por uma área de 2.16 km². Em 2010 a comuna tinha 238 habitantes (densidade: 110,2 hab./km²).